# Charles de Lauzon de Charney
Pour les articles homonymes, voir Charney.
Charles de Lauzon de Charney ou Lauzon de Charny, né le 9 novembre 1632 à Paris et mort circa 1690 à La Rochelle, est un gouverneur de la Nouvelle-France et homme d'Église. Il est le fils de Jean de Lauson, gouverneur de la Nouvelle-France, à qui il succède en septembre 1656, et de Marie Gaudart (1598-1643).

## Biographie

### Homme politique
Charles de Lauzon immigre le 1er juillet 1652 à Québec. Son père, Jean de Lauson, gouverneur de la Nouvelle-France, le nomme grand maître des eaux et des forêts de Nouvelle-France.
En juin 1656, son père s'en retourna en France en laissant comme gouverneur intérimaire son fils Charles, confirmé par une commission du roi, dans l'attente de l'arrivée du futur gouverneur. Il reste en poste jusqu'à l'arrivée de Pierre de Voyer d'Argenson le 20 août 1657 puis lui cède sa place en septembre.

### Homme d'église
Le gouverneur intérimaire quitte la ville de Québec le 18 septembre 1657 à destination de la France, où il entre dans les ordres. Devenu prêtre le 12 avril 1659, Charles de Lauson de Charny retourna au Canada. Il fait la traversée avec le nouveau vicaire apostolique, Monseigneur François de Laval et débarquèrent à Québec le 16 juin 1659.
Après la mort de son frère, le grand sénéchal Jean de Lauzon (fils), tué par les Iroquois le 22 juin 1661, il dut prendre la tutelle de ses enfants mineurs et s’occuper de la seigneurie de Lauzon, qui faisait partie des biens de la succession.
En 1671, il revient en France, au grand séminaire de La Rochelle où il meurt après 1689.